# Henrietta Gilmour
Henrietta, Lady Gilmour (1852-2 janvier 1926) est une photographe pionnière et une sportive d'hiver. Elle est la créatrice de la collection photographique Lady Henrietta Gilmour de 1500 tirages et 145 diapositives de lanternes conservées par l'Université de St Andrews .

## Biographie
Elle est née en 1852 à Québec, Canada, la deuxième fille de David Gilmour (décédé en 1857), le plus jeune fils d'Allan Gilmour d'Allan Gilmour & Company, une importante compagnie de navigation avec d'importantes connexions canadiennes.
Lors d'une visite de son cousin germain, John Gilmour (plus tard Sir John Gilmour), elle est tombée amoureuse. Ils se sont mariés en 1873 et elle est retournée en Écosse avec lui pour vivre à Montrave House dans le centre de Fife, à plusieurs kilomètres au sud de Cupar. Au mariage, il avait des domaines à la fois à Lundin et à Montrave. Il a ensuite acquis Greenside, Pratis et Kilmux, tous à proximité de Fife.
Son mari aimait beaucoup le curling et cela l'a passionnée, elle est rapidement devenue une joueuse accomplie. Elle est l'une des premières femmes à jouer au curling sur la glace (1895) . En 1885, elle fonde avec son mari le Lundin and Montrave Curling Club, et construit leur propre étang de curling sur leur domaine, juste à l'est de la maison principale (c'était assez à la mode à cette époque). Exceptionnellement, et probablement en raison de sa propre influence, le club a admis des membres masculins et féminins. Sa propre participation active semble avoir commencé après la naissance de son dernier enfant en 1889.
À peu près à la même époque, elle s'est lancée dans la photographie et est la première femme photographe identifiée en Écosse. Sa collection photographique, en grande partie de la société écossaise, de leur domaine et de leur bétail, et de la vie sportive, a été donnée par son petit-fils à l'Université de St Andrews en 1978. 600 autres négatifs ont été remis au National Museum of Scotland et sont conservés par le Scottish Life Archive . La collection donne un aperçu personnel de la vie de la société à la fin du XIXe siècle en Écosse.
Lorsque son mari reçut le titre de baronnet de la reine Victoria en juin 1897, elle devient lady Henrietta Gilmour .
Elle est décédée le 2 janvier 1926 à Denbrae House, à quelques kilomètres au nord-est de Cupar et est enterrée avec son fils Harry à l'extrémité sud du cimetière de Cupar.
Elle a sept enfants : Allan (1874–1878), John (Jack) (1876–1940), Harry (1878–1925), Maud (née en 1882), Henrietta (Netta) (née en 1884), Ronald (1888–1888) et Douglas (né en 1889) 

## Reconnaissance artistique
Lady Henrietta apparaît comme l'une des deux seules femmes à jouer au curling dans la grande assemblée de curleurs célèbres connue sous le nom de Curling à Carsebeck, peinte pour le Royal Caledonian Curling Club par Charles Martin Hardie en 1899.